# Contea di Zayü
Zayü (察隅县T; Cháyú XiànP) è una contea cinese della prefettura di Nyingchi nella Regione Autonoma del Tibet.  Nel 1999 la contea contava 25.822 abitanti.

## Geografia antropica

### Centri abitati
- Zhuwagen 竹瓦根镇
- Xia Chayu 下察隅镇
- Shang Chayu 上察隅镇
- Guyu 古玉乡
- Gula 古拉乡
- Chawalong 察瓦龙乡